# Thomas W. Lamont
Thomas William Lamont, Jr. (30 de septiembre de 1870 – 2 de febrero de 1948) fue un banquero estadounidense que negoció el pago de las deudas externas de diversos países del mundo, México incluido.

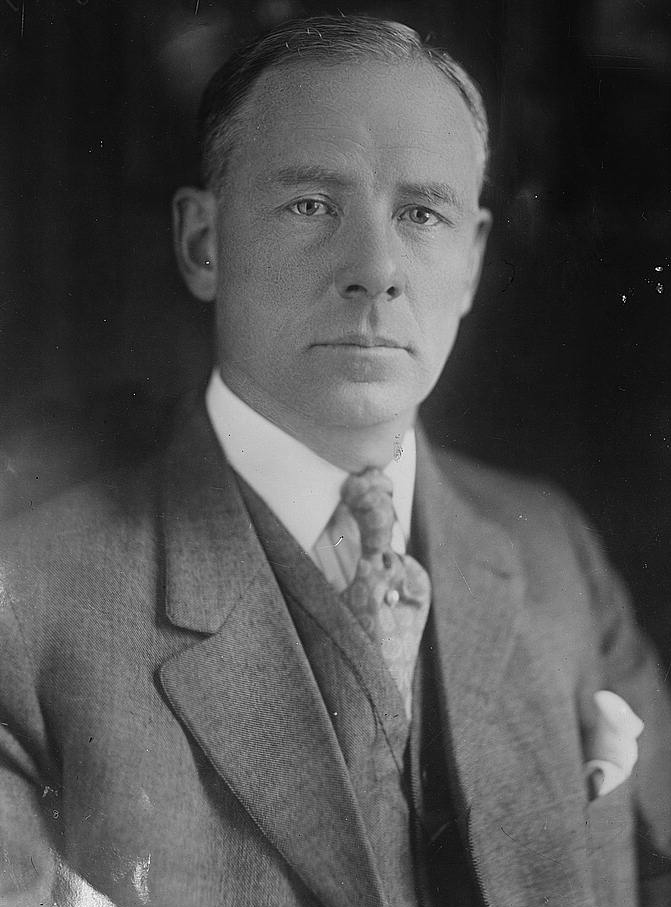
Retrato del banquero Thomas W. Lamont en 1918 propiedad de la Biblioteca del Congreso.

## Primeros años

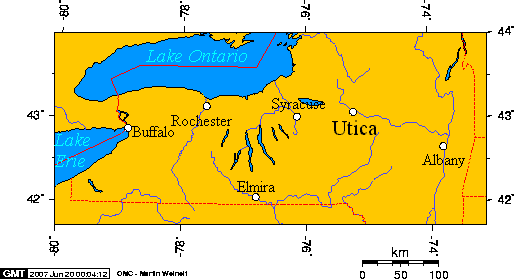
Principales ciudades de Upstate Nueva York, donde Lamont pasó su infancia.

Lamont nació en Claverack, Nueva York. Fue hijo del ministro metodista Thomas Lamont y de su esposa, Caroline Deuel Jayne. Como su padre era un ministro y cambiaba de templo cada dos o tres años,  vivieron en diversas partes del Norte de Nueva York, en la zona conocida como  Upstate Nueva York. Nunca fueron una familia adinerada. Lamont se graduó en la Academia Phillips Exeter de Nuevo Hampshire en 1888, donde fue editor  del diario escolar, El Exonian, así como del anuario escolar y de una revista literaria. Como la mayoría de sus compañeros, de ahí se fue a la Universidad de Harvard.

## Inicios de su carrera
En Universidad de Harvard, fue editor en su primer año de estudio, lo que nunca había pasado, del diario estudiantil The Harvard Crimson, lo cual le ayudó a pagar su colegiatura. Se graduó de licenciado en Artes en 1892, con  cum laude. Dos días después de su graduación comenzó a trabajar como editor local del New York Tribune, donde ya había trabajado por 25 dólares. También había trabajado en el Albany Evening Journal, en el Boston Advertiser y en el Boston Herald.
El 31 de octubre de 1895 en Englewood, Nueva Jersey se casó con Florence Haskell Corliss, a quien conoció en 1890, cuando estudiaba en Harvard. 
En el New York Tribune tuvo una carrera muy exitosa. Llegó a ser el editor nocturno y ayudante del editor financiero, lo cual le dio su primer acercamiento al mundo financiero. Dejó el periodismo por su baja paga y se fue al mundo empresarial.
Su primer trabajo en el mundo empresarial fue para Cushman Bros., agencia publicitaria del sector alimentario. Cuando llegó Lamont, la empresa tenía problemas financieros, pero él la equilibró y transformó a la compañía en una exitosa importadora y una firma de marketing que adquirió en sociedad con su cuñado Corliss y devino en Lamont, Corliss y Cía. Su éxito llamó la atención de banquero Henry P. Davison, quién invitó a Thomas a unirse al nuevo Banker's Trust. Comenzó como secretario y tesorero, llegó a ser vicepresidente, después fue promovido a director y luego a la vicepresidencia del First National Bank.
En 1910 era miembro  del Jekyll Island Club en Jekyll, Georgia cuando, junto con J. P. Morgan Jr. y otros financieros, hicieron un plan secreto para constituir un banco central, similar al Sistema de la Reserva Federal.
En 1918 le compró a Oswald Garrison Villard el New York Evening Post, que había dirigido su hermano Hammond la década anterior. Como no logró obtener ganancias, vendió el periódico en enero de 1922 a un sindicato de editores de periódicos encabezado por Edwin F. Gay.

## J. P. Morgan

El banquero Henry P. Davison introdujo a Thomas W. Lamont en el mundo financiero.

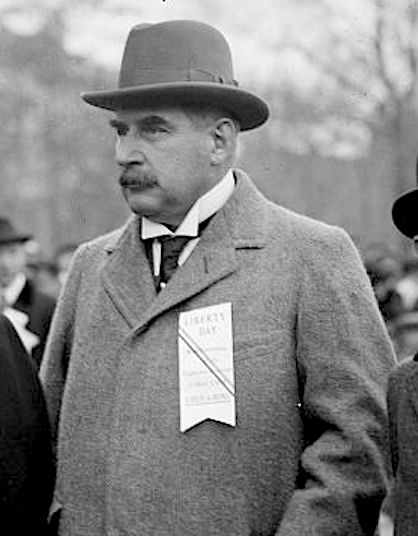
J. P. Morgan Jr. uno de los banqueros más poderosos de su tiempo hizo de Lamont su mano derecha y sucesor

El 1 de enero de 1911, siguiendo a su antiguo banquero Henry P. Davison se hizo socio de J.P. Morgan & Co.

### Primera Guerra Mundial
La compañía improvisó un sistema  para vender suministros a los Aliados. En 1917, se unió al Liberty Loan Committee, que ayudó al Tesoro a vender bonos de guerra a los estadounidenses. También sirvió extraoficialmente como asesor de una misión a los Aliados, dirigida por Edward M. House, según lo solicitado por el presidente Woodrow Wilson.
Lamont aconsejó y visitó a los países Aliados. Justo antes de que saliera hacia Europa, el Partido Bolchevique tomó poder en Rusia. Él y la cabeza de la Cruz Roja Americana, William B. Thompson, junto con la aprobación del primer ministro británico, Lloyd George, trataron de convencer a EE.UU para que ayudaran a los bolcheviques para lograr que Rusia se quedara en la guerra. Fracasaron.

### Negociaciones de paz
Tanto él y como Norman H. Davis fueron nombrados representantes del Departamento del Tesoro en la Conferencia de Paz del París que definió el monto de las reparaciones que Alemania tenía que pagar. Posteriormente elaboró el Plan Dawes  y el Plan Young para reducir la cantidad pagada por Alemania.

### Influencia
En el periodo de entreguerras, fue el portavoz de J.P. Morgan cuando tuvo que manejar a la prensa y de defender a la empresa en las Audiencias como la del congresista Arsene Pujo, quien al frente del Comité Pujo investigó por cuenta del Congreso el poder monopólico de los banqueros de Wall Street.
Lamont fue uno de los agentes más importantes para las inversiones de J.P. Morgan en el extranjero. Miembro del Consejo de Relaciones Exteriores, fue asesor no oficial de las administraciones de Woodrow Wilson, Herbert Hoover y Franklin Roosevelt.

### Japón
Más tarde, Lamont realizó una misión semioficial a Japón en 1920 para proteger los intereses financieros estadounidenses en Asia. Sin embargo, no enfrentó agresivamente los esfuerzos japoneses para construir una esfera de influencia en Manchuria. De hecho, apoyó la política no militarista de Japón hasta finales de la década de 1930.
Ron Chernow, autor del libro The House of Morgan, con el que ganó el premio National Book Award, afirmó en su obra que Lamont escribió la infame respuesta japonesa para engañar al mundo sobre el incidente de Mukden, que se utilizó como pretexto para la invasión japonesa de Manchuria. Eso desafió la posición expresada por el gobierno de los Estados Unidos y la Sociedad de Naciones de que Japón, no China, era el agresor.    

### México

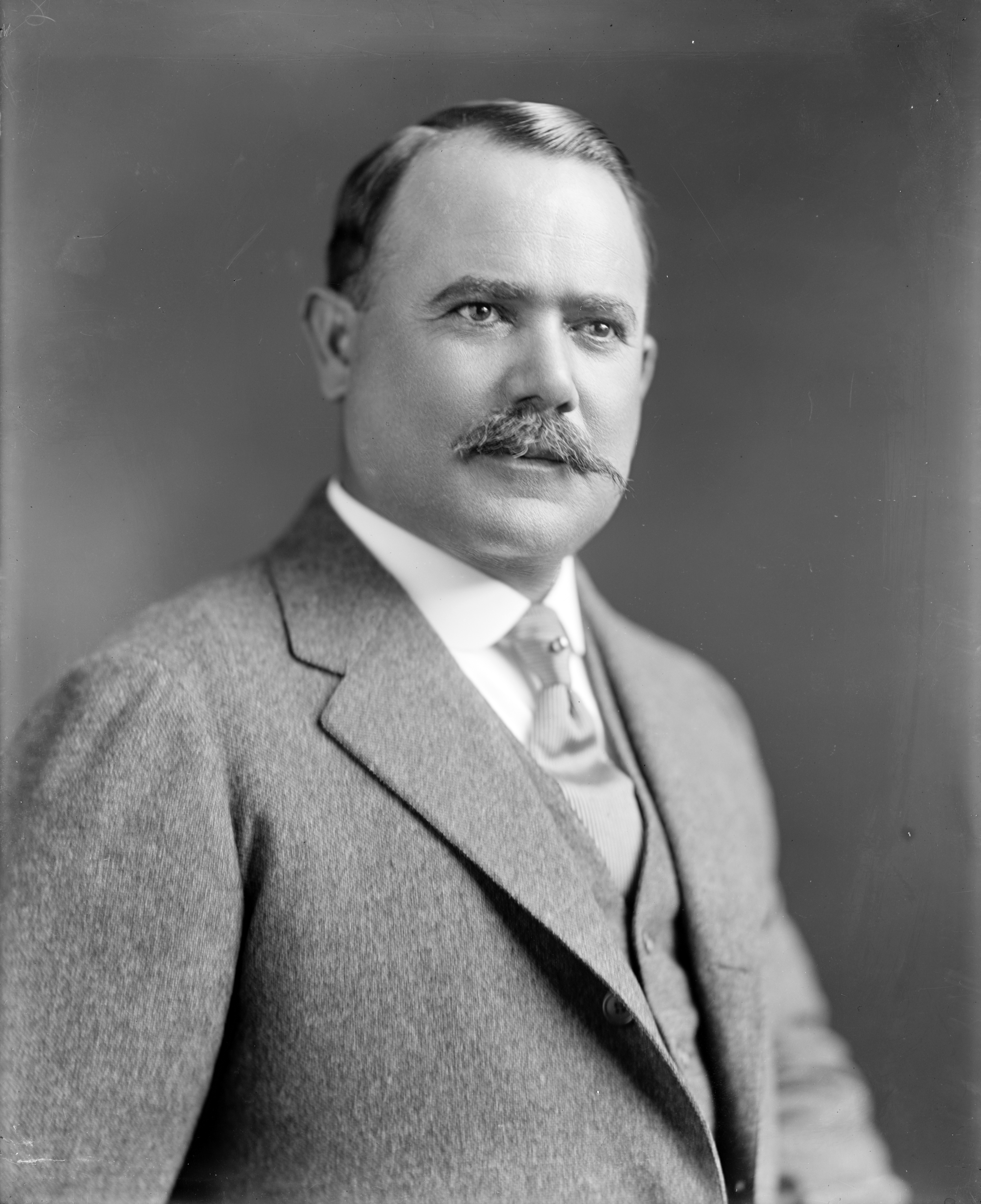
Durante la presidencia de Álvaro Obregón se firmó el Tratado De la Huerta-Lamont para el pago de la deuda externa.
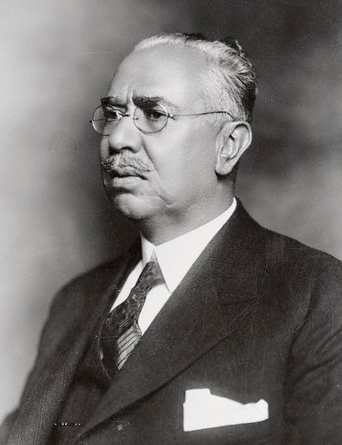
Durante la presidencia de Pascual Ortiz Rubio se firmó el Tratado Montes de Oca-Lamont.
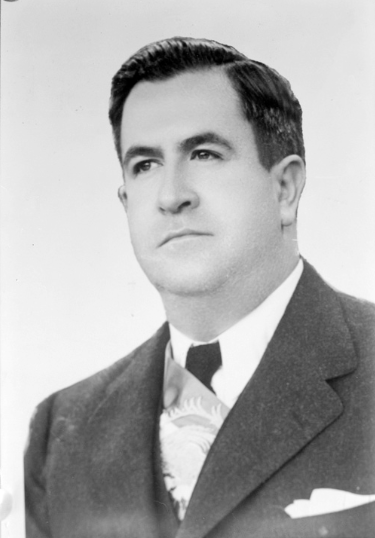
Durante la presidencia de Manuel Ávila Camacho se firmó el Tratado Suárez-Lamont y se liquidó la deuda.

El 23 de febrero de 1918 se formó el Comité Internacional de Banqueros en México (CBI). El Comité estaba formado por 22 miembros, diez representantes estadounidenses, cinco franceses, cinco británicos uno suizo y uno holandés. Estos dos últimos se integraron días después, tras una discusión en el Comité que Lamont zanjó con el argumento de que asignar dos lugares más para los suizos y los holandeses no afectaría la posición dominante de los banqueros estadounidenses en el Comité.
Lamont presidió el Comité durante toda su existencia, hasta que México pagó, es decir desde el gobierno de Carranza hasta el de Ávila Camacho. Los arreglos fueron difíciles. Durante el gobierno de Venustiano Carranza el presidente deseaba obtener un préstamo considerable y los banqueros pedían que México reconociera su deuda, indemnizara a los extranjeros por los daños sufridos en la Revolución mexicana y firmara un Tratado de Amistad y Comercio para la operación de empresas extranjeras. No hubo acuerdo.   
Después, durante al cuatrienio de Álvaro Obregón, además de presionar a los petroleros estadounidenses para que estuvieran de acuerdo con que el presidente Calvin Coolidge firmara los Acuerdos de Bucareli (1923) reconociendo su gobierno, firmó tratados de arreglo de la deuda con los secretarios de Hacienda: con Adolfo de la Huerta el Tratado De la Huerta-Lamont (1922); con Luis Montes de Oca, en el periodo de Pascual Ortiz Rubio, el Tratado Montes de Oca-Lamont (1930) y con Eduardo Suárez Aránzolo el Tratado Suárez-Lamont (1942), por el que el México del presidente Manuel Ávila Camacho pagó los 42 millones de dólares restantes, que entonces era aún una cantidad elevada. Cuando terminó su misión, Lamont disolvió el Comité.

### Italia
En 1926, Lamont se auto describió como "algo así como un misionero"  para el fascismo italiano y obtuvo un préstamo de 100 millones de dólares para Benito Mussolini. A pesar de su apoyo a esa primera época fascista, en 1935 su opinión era la contraria y  calificó de escandalosa a la segunda guerra Italo-Abisinia, como se le llamó a la invasión italiana a Etiopía.
El 20 de septiembre de 1940, la policía fascista conmocionó a Lamont al arrestar a Giovanni Fummi, el principal representante de J. P. Morgan & Co. en Italia. Gracias a las gestiones de Lamont, el 1 de octubre de ese año fue liberado y logró irse a Suiza.

### Caída de Wall Street
En Jueves Negro en 1929, Lamont actuaba como cabeza suplente de J.P. Morgan & Co. En un vano intento de parar el pánico, organizó a las empresas de Wall Street para inyectar confianza en el mercado de valores a través de compras masivas de acciones de empresas estables, llamadas blue chip en la jerga bursátil.

### Presidente de J.P. Morgan
Siguiendo la reorganización de J.P. Morgan & Co. en 1943, Lamont fue elegido presidente  del consejo de administración, tras el fallecimiento de Morgan Jr.

## Muerte
Lamont murió en Boca Grande, Florida, en 1948.

## Benefactor
Una vez que amasó su fortuna, Lamont fue un generoso benefactor de Harvard y Exeter, en especial por financiar el edificio de la Biblioteca Lamont. Al finalizar la Segunda Guerra Mundial, Lamont hizo una donación muy sustancial para restaurar la Catedral de Canterbury en Inglaterra.

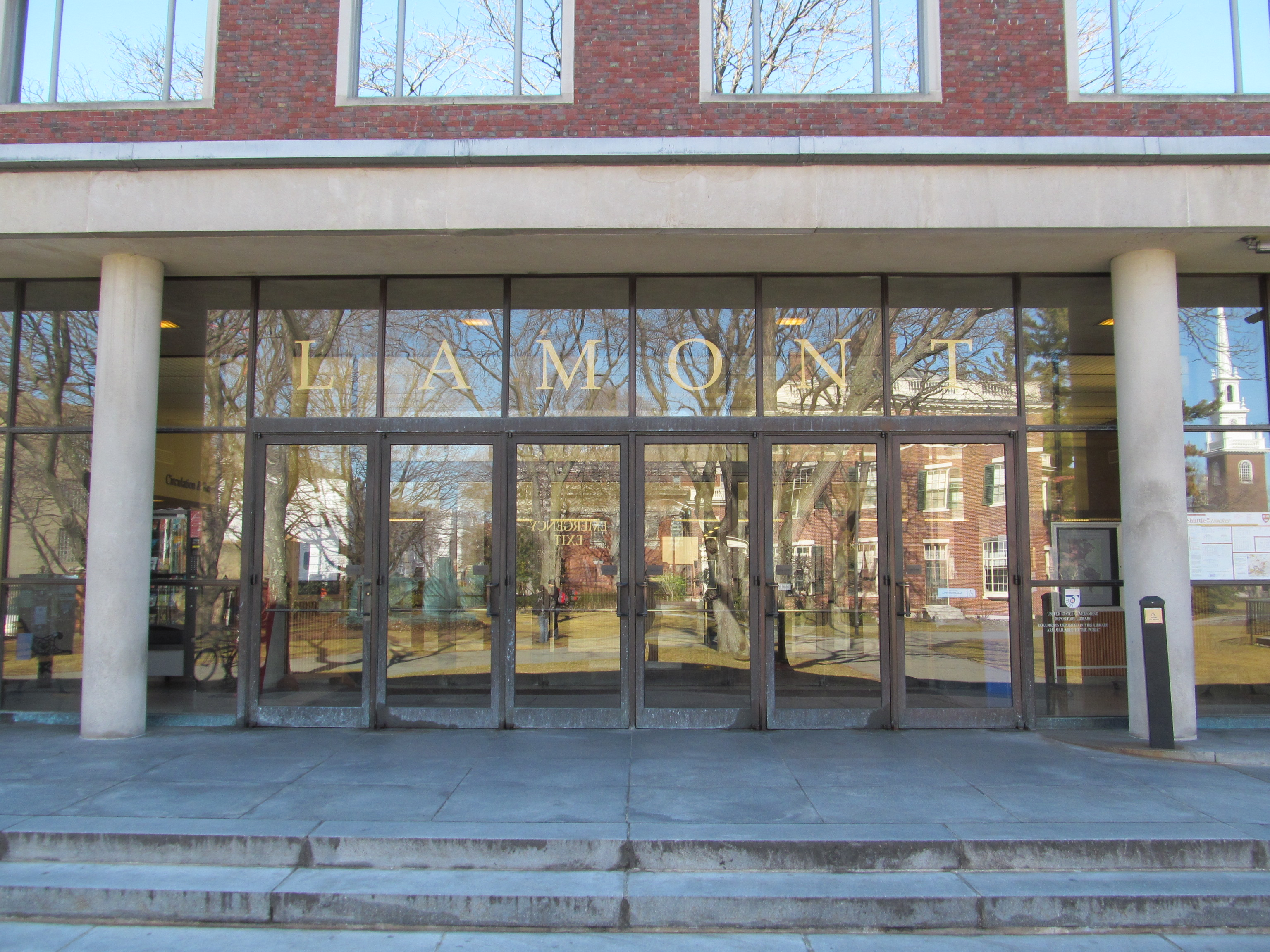
Biblioteca Lamont en la Universidad de Harvard

Su viuda, Florence Haskell Corliss donó Torrey Cliff, su residencia de fin de semana ubicada a orilla del río Hudson Palisades, Nueva York, a la Universidad deColumbia. Ahora se encuentra ahí el Observatorio Lamont-Doherty.
En 1948, tras el fallecimiento de Lamont, el Museo Metropolitano de Nueva York heredó varias de sus obras de arte. Después de la muerte de Florence, su legado estableció el Premio de Poesía Lamont.

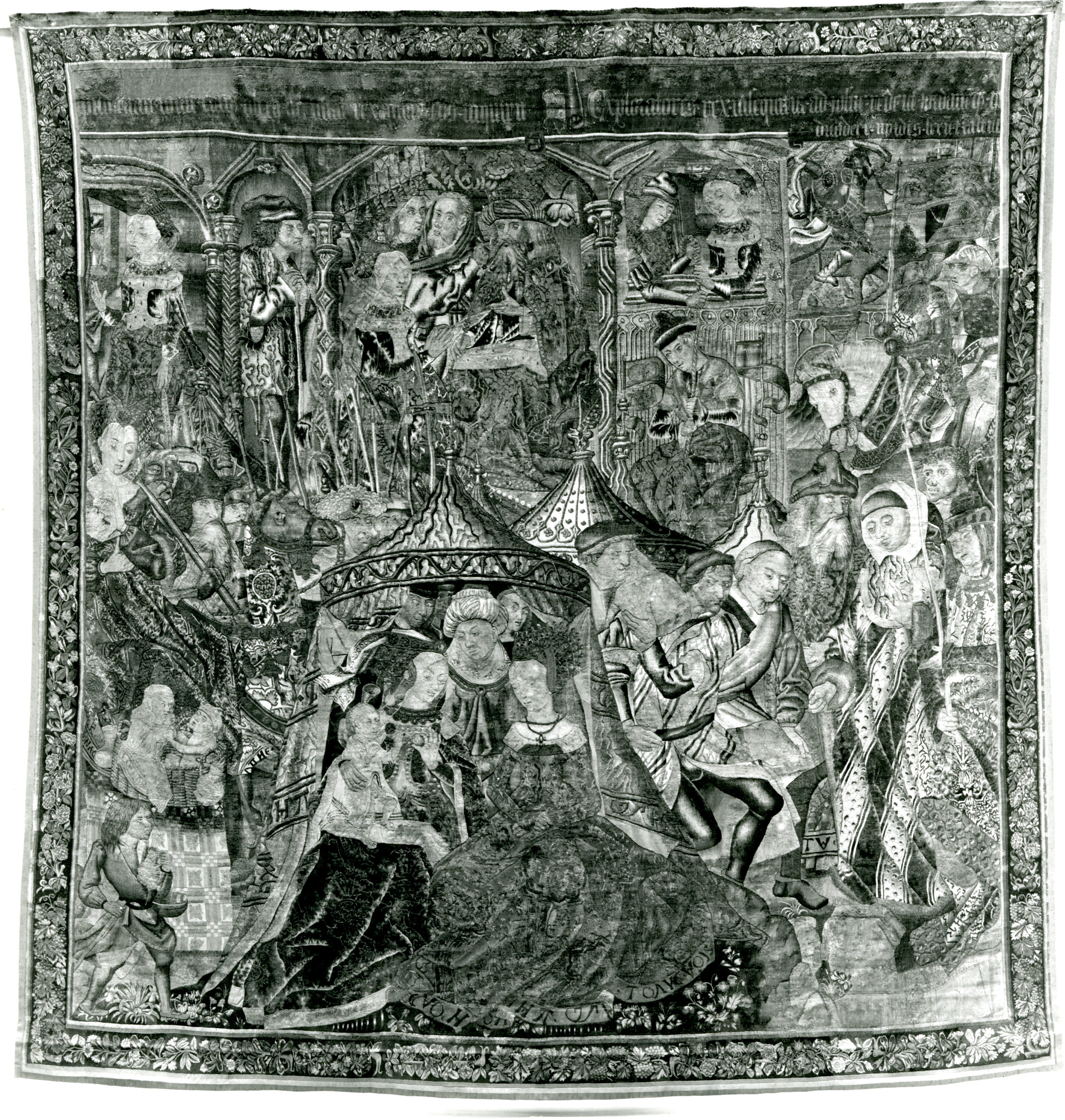
Episodio de la vida de Joshua Rahab, textil de la Edad Media.
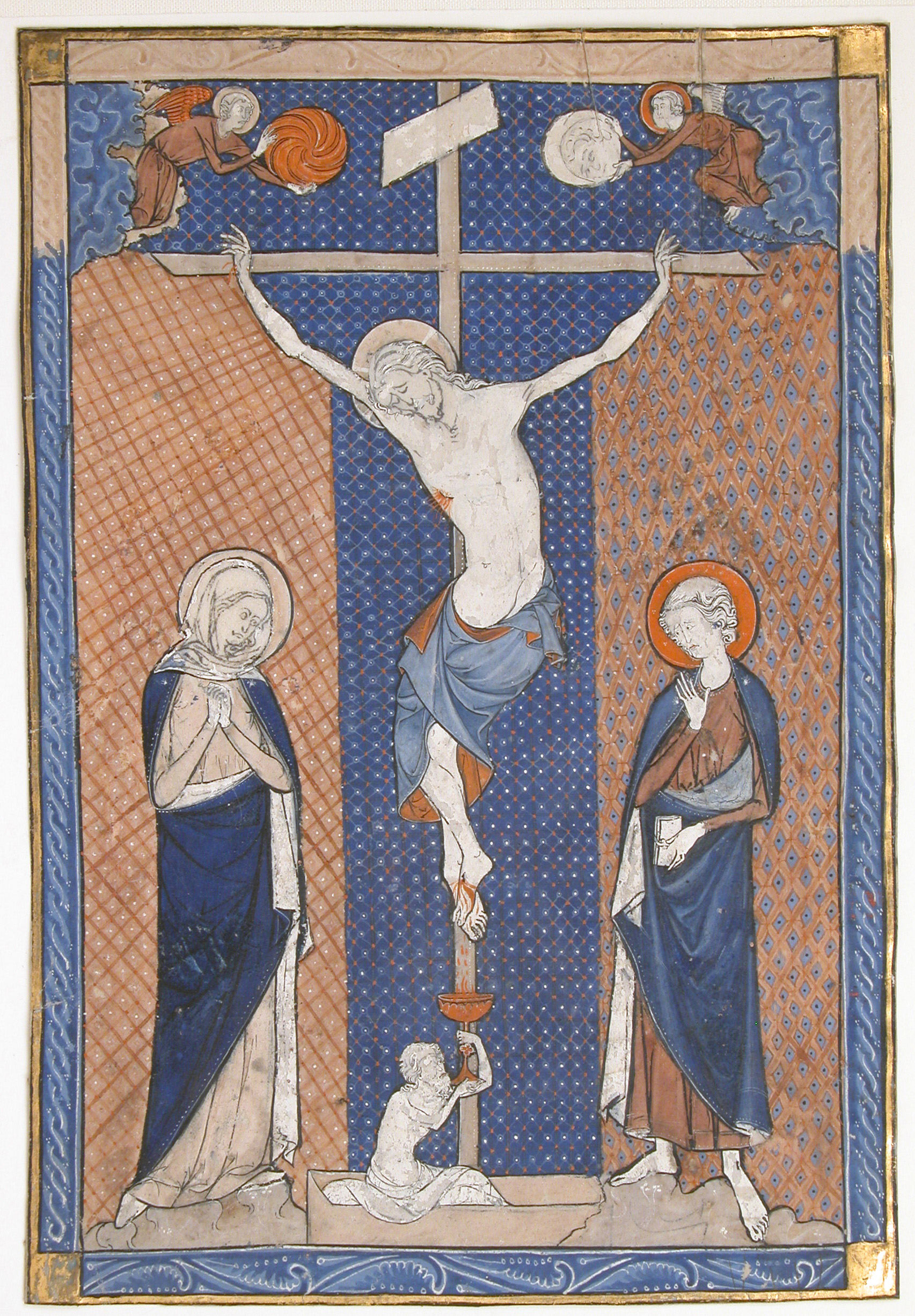
La Crucifixión de una página de un misal medieval.
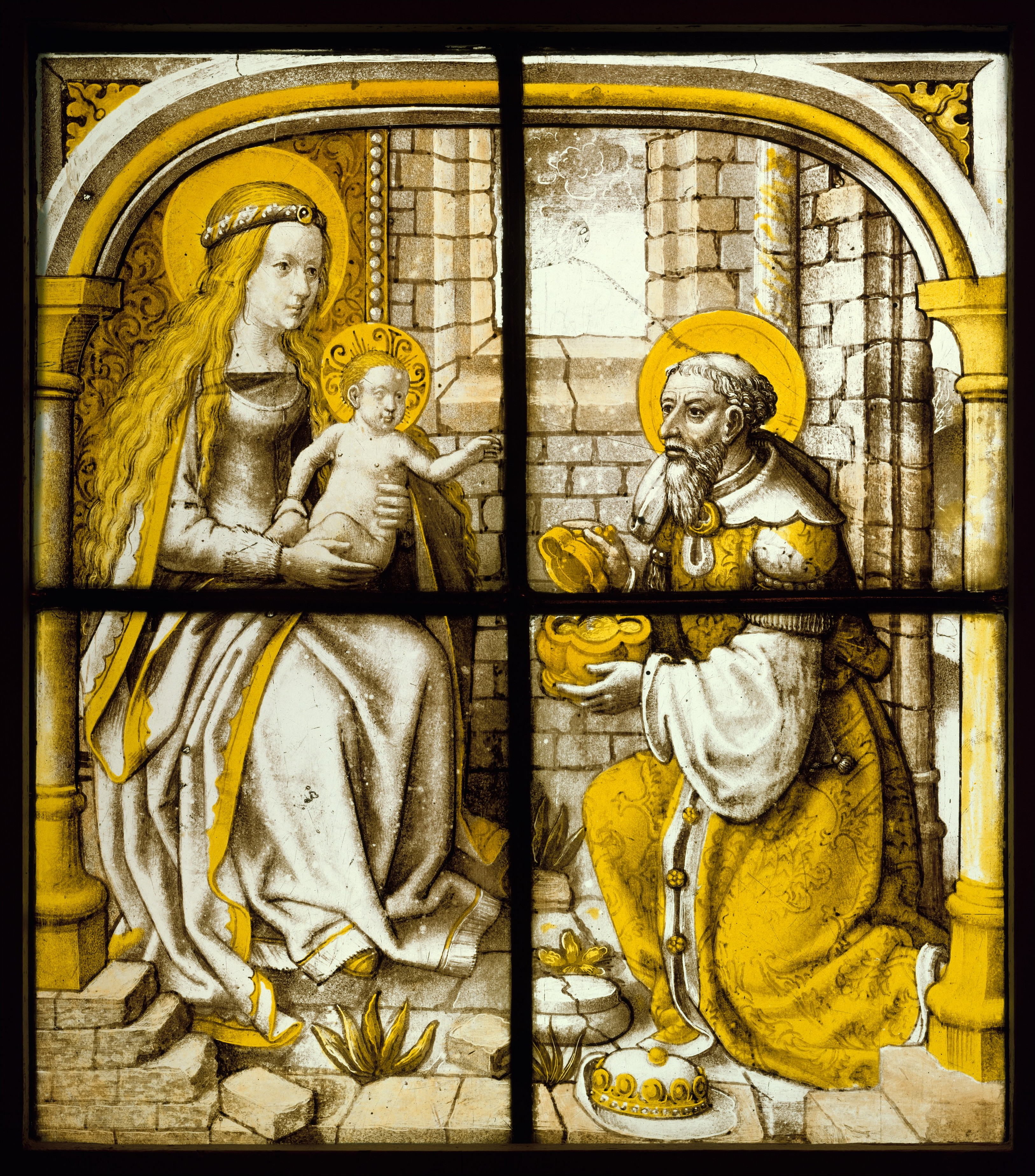
La Adoración del Mago.
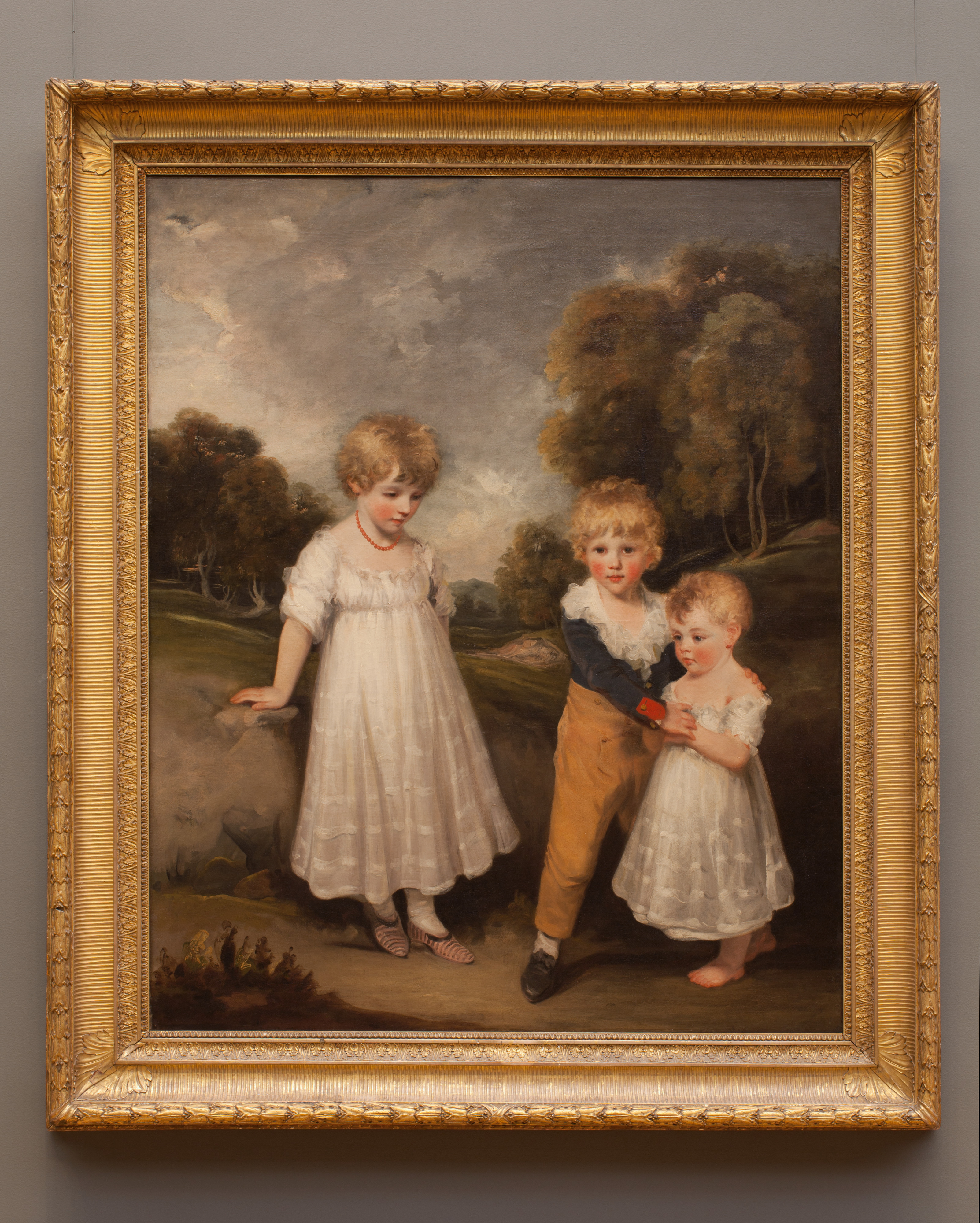
Los niños de Sackville del pintor John Hoppner
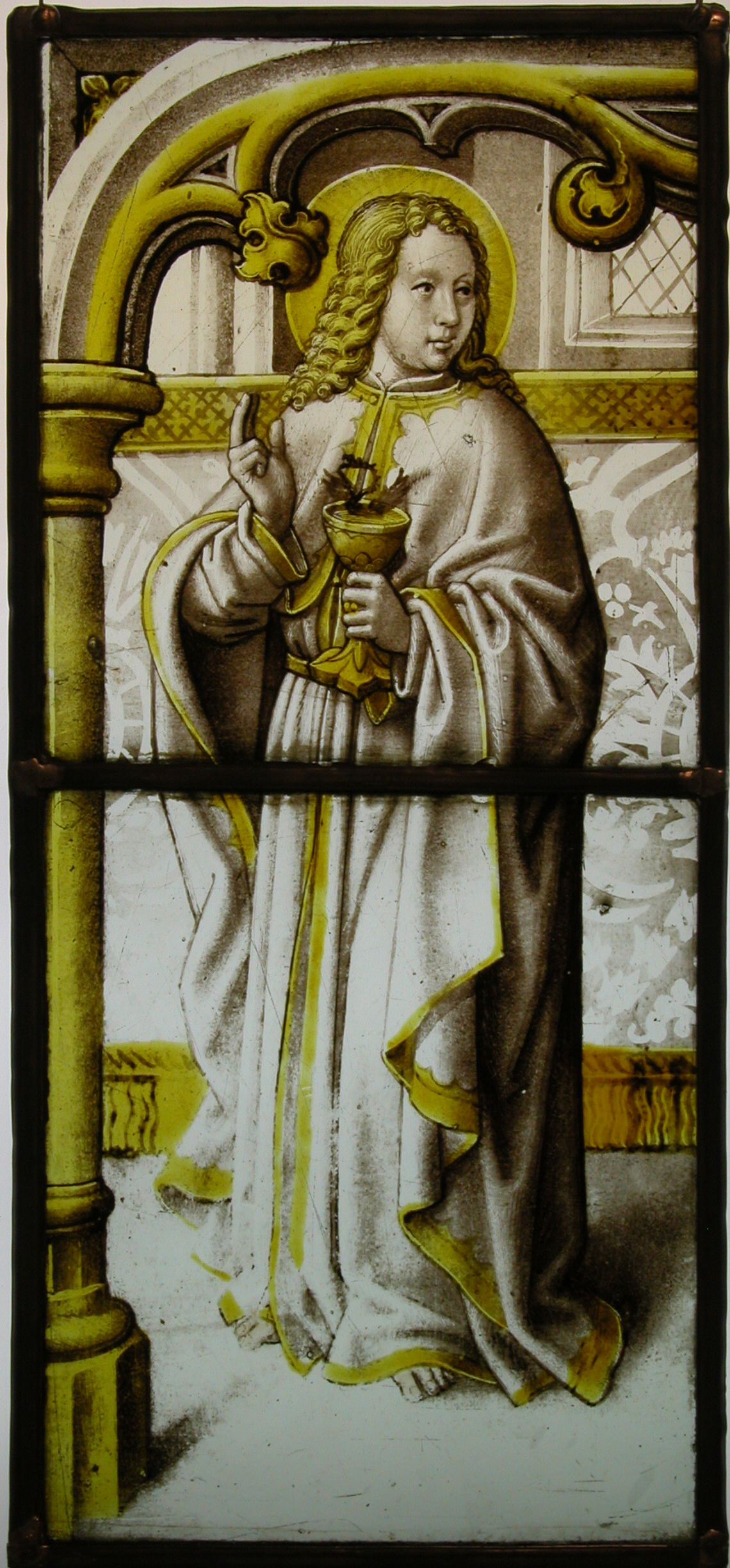
Juan el Evangelista, fragmento de un vitral alemán de la Edad Media.

## Descendientes destacados
Su hijo Corliss fue profesor de filosofía en la Universidad de Columbia y un declarado socialista. 
Otro hijo, Thomas Stilwell Lamont, fue el último vicepresidente de Morgan Guaranty Trust y miembro de Harvard Corporation.
Su nieto, Lansing Lamont  fue reportero de la revista Time entre 1961 y 1974. Autor de varios libros, publicó You Must Remember This: A Reporter’s Odyssey from Camelot to Glasnost donde narra sus experiencias cubriendo eventos significativos de esa etapa, incluyendo el asesinato de Robert Kennedy. 
Otro nieto, Thomas William Lamont II, era miembro de la tripulación del submarino USS Snook (SS-279) donde murió en abril de 1945, cuando fue hundido.  
En 2018 uno de sus bisnietos, el demócrata Ned Lamont, fue elegido gobernador de Connecticut. Tomó posesión de su cargo el 9 de enero del año siguiente.

## En la literatura popular
Lamont es un personaje importante de la novela de Nomi Prins Martes Negro (2011) y en el libro de Kit Holland Soul Slip Peak  (2013) ficción histórica situada en Manchuria en 1933.

## Trabajos
- Henry P. Davison; the record of a useful life Harper & Brothers, New York and London, 1933
- My boyhood in a parsonage, some brief sketches of American life toward the close of the last century Harper & Brothers, New York and London, 1946.
- Across world frontiers, Harcort Brace & Co., New York, 1951.

## Otras fuentes
- Lamont, Edward M. El Embajador de Wall Street. La Historia de Thomas W. Lamont, J.P. El ejecutivo de Jefe de Morgan. Una Biografía. Lanham MD: Madison Libros, 1994.
- Lundberg, Ferdinand. Las sesenta Familias de América. Nueva York: Vanguard Prensa, 1937.
- Oñate,Abdiel. "La batalla por el Banco Central. Las negociaciones de México con los banqueros internacionales, 1920-19251". En El Colegio de México. Historia Mexicana vol. XLIX, núm. 4, abril - junio, 2000, pp. 631-672. Disponible en Redalyc.

## Archivos y registros
- Thomas W. Lamont papeles en la Baker Library Special Collections, Harvard Business School.

- Datos: Q3073519
- Multimedia: Thomas William Lamont, Jr. / Q3073519